# Hydriastele flabellata
Hydriastele flabellata är en enhjärtbladig växtart som först beskrevs av Odoardo Beccari, och fick sitt nu gällande namn av William John Baker och Adrian H.B. Loo. Hydriastele flabellata ingår i släktet Hydriastele och familjen Arecaceae. Inga underarter finns listade i Catalogue of Life.